# Tom Sturridge
Tom Sturridge   (Lambeth, 21 de desembre de 1985) és un actor anglès que ha actuat a les pel·lícules Coneixent la Julia, Like Minds i Ràdio encoberta. Va rebre dues nominacions al premi Tony al millor actor protagonista en una obra de teatre per Orphans (2013) i Sea Wall/A Life. El 2017 va interpretar Lord Byron a Mary Shelly i d'ençà del 2022 interpreta Somni/Morfeu a la sèrie The Sandman de Netflix.

## Biografia
Sturridge va néixer a Lambeth (Londres) i és un dels tres fills del director Charles Sturridge i de l'actriu Phoebe Nicholls. La seva germana Matilde Sturridge també és actriu.
Va començar la carrera interpretativa el 1996 com a actor infantil a l'adaptació televisiva Gulliver's Travels, dirigida pel seu pare i on la seva mare hi feia un paper. El 2004 va actuar en les pel·lícules Vanity Fair i Coneixent la Julia i l'any següent, a la sèrie de la BBC4 A Waste of Shame. Va fer de Nigel al thriller psicològic Like Minds (2006), amb Eddie Redmayne com a protagonista.
Malgrat haver estat seleccionat pel paper protagonista de la trilogia de ciència-ficció Jumper, New Regency i 20th Century Fox van decidir substituir-lo per Hayden Christensen, un actor més conegut.
El 2009 va interpretar un dels papers protagonistes a la comèdia de Richard Curtis Ràdio encoberta amb Bill Nighy, Rhys Ifans i Philip Seymour Hoffman. Aquell mateix any també va debutar al teatre amb Punk Rock.
El 2019 va actuar juntament amb Jake Gyllenhaal a l'obra de teatre de Broadway Sea Wall/A Life, paper que li va valdre una nominació al premi Tony al millor actor en una obra de teatre.
El gener de 2021 es va confirmar que seria Somni/Morfeu a la sèrie de Netflix The Sandman, adaptació de la sèrie de còmics de Neil Gaiman.

### Vida personal
El 2011 va començar a festejar amb l'actriu Sienna Miller. La seva filla va néixer el juliol de 2012.

## Filmografia

### Pel·lícules
| Any  | Títol                      | Paper                      |
| ---- | -------------------------- | -------------------------- |
| 1997 | FairyTale: A True Story    | Hab                        |
| 2004 | Vanity Fair                | Georgy (jove)              |
| 2004 | Coneixent la Julia         | Roger Gosselyn             |
| 2005 | Brothers of the Head       | Barry Howe - Two-Way Romeo |
| 2006 | Like Minds                 | Nigel Colby                |
| 2009 | Ràdio encoberta            | Carl                       |
| 2010 | Waiting for Forever        | Will Donner                |
| 2011 | Junkhearts                 | Danny                      |
| 2012 | On the Road                | Carlo Marx                 |
| 2013 | Effie Gray                 | John Everett Millais       |
| 2014 | Far from the Madding Crowd | Sergent Troy               |
| 2015 | Remainder                  | Tom                        |
| 2017 | Song to Song               | germà de BV                |
| 2017 | Mary Shelley               | Lord Byron                 |
| 2017 | Journey's End              | Hibbert                    |
| 2019 | Velvet Buzzsaw             | Jon Dondon                 |

### Televisió
| Any       | Títol              | Paper                                | Notes           |
| --------- | ------------------ | ------------------------------------ | --------------- |
| 1996      | Gulliver's Travels | Tom Gulliver                         | Minisèrie       |
| 2004      | A Waste of Shame   | William Herbert                      | Telefilm        |
| 2016      | The Hollow Crown   | Enric VI d'Anglaterra                | 3 episodis      |
| 2018–2019 | Sweetbitter        | Jake                                 | Paper principal |
| 2022      | Irma Vep           | Eamonn                               | 3 episodis      |
| 2022-2025 | The Sandman        | Dream of The Endless / Lord Morpheus | Paper principal |

### Teatre
| Any  | Títol            | Paper         | Teatre              |
| ---- | ---------------- | ------------- | ------------------- |
| 2010 | Punk Rock        | William       | Lyric Hammersmith   |
| 2011 | Wastwater        | Harry         | Royal Court Theatre |
| 2013 | No Quarter       | Robin         | Royal Court Theatre |
| 2013 | Orphans          | Phillip       | Schoenfeld Theatre  |
| 2015 | The Trial        | Déu           | Young Vic Theatre   |
| 2015 | American Buffalo | Bobby         | Wyndham's Theatre   |
| 2017 | 1984             | Winston Smith | Hudson Theatre      |
| 2019 | Sea Wall/A Life  | Alex          | The Public Theater  |
| 2019 | Sea Wall/A Life  | Alex          | Hudson Theatre      |

## Premis i nominacions
| Any  | Guardó                          | Categoria                                       | Obra             | Resultat  |
| ---- | ------------------------------- | ----------------------------------------------- | ---------------- | --------- |
| 2009 | Premis Evening Standard Theatre | Millor actor nouvingut                          | Punk Rock        | Nominat   |
| 2009 | Premis Critics' Circle Theatre  | Nouvingut més prometedor                        | Punk Rock        | Guanyador |
| 2013 | Premi Tony                      | Millor actor en una obra de teatre              | Orphans          | Nominat   |
| 2013 | Premis Outer Critics Circle     | Millor actor destacat en una obra de teatre     | Orphans          | Guanyador |
| 2013 | Premis Theatre World            | Premis Theatre World                            | Orphans          | Honouree  |
| 2016 | Premis Laurence Olivier         | Millor actor en paper secundari                 | American Buffalo | Nominat   |
| 2019 | Premis Lucille Lortel           | Millor actor protagonista en una obra de teatre | Sea Wall/A Life  | Nominat   |
| 2020 | Premi Tony                      | Millor actor en una obra de teatre              | Sea Wall/A Life  | Nominat   |